# Biomicrogels Group
Группа компаний БиоМикроГели (Biomicrogels Group) — технологическая группа компаний, основанная в 2012 году, разрабатывает собственные технологии производства и применения биополимеров на базе растительного сырья под брендом Биомикрогели®, производит на их основе продукты для очистки воды и твердых поверхностей в промышленности, а также экологичные бытовые моющие средства и косметические продукты под брендом WONDER LAB®.
В 2021 году на международном саммите G20 («Большой двадцатки») продукты и решения компании признаны лучшими в секторе CleanTech.. Биомикрогели позволяют очищать воду, снижать потребление воды и энергопотребление, сокращать общее количество отходов и выбросы парниковых газов в естественную среду. Технология биомикрогели защищена патентами в 62 странах мира, включая Европу, Россию, США, Канаду, Индию, Китай, страны Персидского залива и Юго-Восточной Азии..
Компания ведет полный цикл от разработки до производства и продаж готовой продукции, имеет собственный R&D-центр, 4 химические лаборатории, а также 2 производственных цеха. Компания имеет представительства в 4 странах — Россия, Великобритания, Индонезия и Малайзия.

## История
ГК БиоМикроГели (Biomicrogels Group) основали в 2012 году аспирант Андрей Елагин, докторант Максим Миронов и инженер Павел Блохин. В период работы над диссертацией Андрей Елагин столкнулся с проблемой — очисткой сточных вод от масел и нефтепродуктов. В это же время Максим Миронов разрабатывал технологию микрокапсулирования и адресной доставки лекарственных средств в организме человека. Для решения этой задачи Максим Миронов использовал микрогели полисахаридов.
Совместив задачу очистки воды и свойство обратимой растворимости биополимеров, Андрей Елагин и Максим Миронов с командой инженеров запустили собственный проект и создали новые модификации микрогелей, способные капсулировать масла и нефтепродукты в загрязненной воде, очищая ее. Биомикрогели производятся из вторичных продуктов сельскохозяйственной переработки: жом сахарной свеклы, яблочный жмых, корзинки подсолнечника и вторичных продуктов деревообработки.

## Технология
Использование растительного сырья обеспечивает полное биоразложение биомикрогелей после использования: 98 % за первые сутки и 100 % биодеструкцию за 3 суток в соответствии с ГОСТ 32509-2013 «Вещества поверхностно-активные. Метод определения биоразлагаемости в водной среде».
Консалтинговая компания Isle Utilities Limited (Isle) в 2021 году подтвердила свойства биомикрогелей и решений на их основе, присвоив характеристики: высокая эффективность действия, полная биоразлагаемость, соответствие принципам «зеленой химии», экономическая эффективность, а также уникальность продуктов и технологий.

## Промышленные продукты и решения
В промышленном (B2B) направлении группа создала и развивает линейку коагулянтов, флокулянтов, деэмульгаторов и сорбентов под брендом Биомикрогели® (BIOMICROGEL®) для очистки ливневых и производственных сточных вод от масел, жиров, нефтепродуктов и других загрязнений на предприятиях металлургии, нефтедобычи, нефтепереработки, пищевой, транспортной (ж/д, порты) и др. отраслей промышленности, для переработки и утилизации использованных смазочно-охлаждающих жидкостей (СОЖ) в машиностроении, металлургии и трубопрокате, а также для ликвидации разливов нефти и нефтепродуктов. Реагенты позволяют очищать воду от масел, жиров и нефтепродуктов и возвращать отделенные масла и нефтепродукты в технологический цикл. Отдельные модификации биомикрогелей применяются для повышения эффективности экстракции растительных масел (пальмового, пальмо-ядрового, кокосового, оливкового, рапсового) в процессе их производства.
Компания также разработала способ нанесения биомикрогелей на растительные текстильные волокна и выпустила линейку фильтрующих материалов под брендом Spilltex®. Масла и нефтепродукты, отделенные от воды с его помощью, возвращаются в технологический процесс. Примером использования технологии в направлении ликвидации разливов нефтепродуктов является участие НПО БиоМикроГели в июне-августе 2020 года в устранении последствий экологической катастрофы в Арктике, где в окрестностях Норильска было разлито более 20 тысяч тонн дизельного топлива.
На базе технологии Spilltex компания разрабатывает фильтры и фильтрующие системы для сепарации водомасляных смесей и очистки воды от масел, жиров и нефтепродуктов в нефтяной, пищевой, транспортной и других отраслях промышленности.
К разработкам компании также относятся средства и технологии для очистки нефтезагрязненных почв и песков и технические моющие средства для очистки поверхностей от масел, нефти и нефтепродуктов.

## Моющие средства и косметические продукты
В потребительском (B2C) направлении на основе биомикрогелей в 2018 году группа создала и развивает линейку моющих средств для дома, косметических продуктов и средств по уходу за домашними питомцами под брендом WONDER LAB.
В 2019 году WONDER LAB вошёл в топ-10 лучших новых брендов России по версии Forbes. В 2021 году продукция получила европейскую экомаркировку I типа Ecolabel. В 2021 году технология признана победителем премии Мэра Москвы «Новатор Москвы» в категории «Экология и окружающая среда».
Использование биомикрогелей позволяет избегать поддержания избыточных концентрациий ПАВ, исключать из состава фосфаты и фосфонаты, синтетические анионные ПАВ на базе нефтепродуктов, агрессивные спирты и растворители, силиконы и др. и заменять их экологичными, гипоаллергенными, биоразлагемыми добавками.
Гипоаллергенность и биоразлагаемость продуктов подтверждена заключениями и протоколами независимых профильных аккедитованных учреждений, включая НИИ дерматовенерологии и иммунологии.
В 2022 году бренд представлен на всех крупнейших онлайн-площадках и в крупных розничных сетях России, Белоруссии и Казахстана.

## Финансовые показатели и владельцы
Первые несколько лет компания развивались за счет средств основателей и финансовых инструментов поддержки бизнеса. В 2018 году появился первый инвестор, а в 2021 году компания привлекла инвестиции от международного family-office в размере 1 млрд рублей.
Выручка в IV квартале 2021 года выросла год к году в 4,6 раза (на 457 %). За 9 месяцев 2022 года выручка выросла в 3 раза по сравнению с аналогичным периодом в 2021.
Совладельцами ГК БиоМикроГели (Biomicrogels Group) являются: СЕО Biomicrogels Group, генеральный директор НПО БиоМикроГели, кандидат технических наук Андрей Елагин, директор R&D Biomicrogels Group, доктор химических наук Максим Миронов, управляющий партнёр Biomicrogels Group Павел Блохин, генеральный директор WONDER LAB Игорь Климкин, международный family office в лице Елены Беренштейн.
В 2021 году к совету директоров присоединился г-н Оливер Ческотти, вице-президент международной инжиниринговой компании GEA Group и член правления Российско-Германской внешнеторговой палаты.